# René Dif
René Dif (Frederiksberg, 17 ottobre 1967) è un musicista, cantante e attore danese, conosciuto in quanto voce maschile del gruppo pop-dance Aqua.

## Biografia
Il padre di René Dif era algerino e la madre danese. Ha due fratelli minori ed una sorella. Non frequentava volentieri la scuola, tant'è che più volte fu espulso da diversi istituti. Dopo aver lasciato la scuola iniziò a lavorare su una nave da crociera. Mentre si trovava nelle Barbados, René ascoltò un DJ locale alla radio e, restandone molto colpito, decise di diventare un DJ. Andò in Norvegia per inseguire il suo sogno di divenire una star. Mentre lavorava come DJ in Norvegia, René incontrò "DJ aligator", assieme a cui fece un album, Groove Your Soul, e un singolo, I Believe. Anche se non fu un successo, dimostrarono che René aveva un certo talento da cantante.
René conobbe poi Lene Nystrøm Rasted su una nave da crociera nel 1994. Quando stava formando una band con Claus Norreen e Søren Nystrøm Rasted, avendo bisogno di una cantante chiesero a Lene di unirsi al gruppo. La band, Aqua, ebbe un successo internazionale. Dalla dissoluzione degli Aqua nel 2001, René ha lanciato tre singoli da solista, Let It All Out (Push It), The Uhh Uhh Song e Uhh La La La. Nel 2004 iniziò la carriera di attore, recitando in diversi film diretti da Lasse Spang Olsen. Gestiva anche un bar nel centro di Copenaghen. Nel 2002 pubblicò un'autobiografia, Popdreng.

## Vita privata
Dif è sposato con Rikke Maija, hanno una figlia di nome Sikke..

## Discografia

### Album
- Groove Your Soul (1995)
- René Dif (2007)

### Single

#### Album-Archivio
- Bungalow (2003) (scritto da Søren Poppe & Jan Lysdahl)
- Roomservice (2003) (scritto da Søren Poppe & Jan Lysdahl)
- Way To Go (2007)

#### Altro
- I bif med Dif (1999)
- Afrika (2004) (Benefic Song featuring René Dif)
- Come and Get ur luv (2005) (Crystal Clear & René Dif)

## Filmografia

### Film
- Den Gode Strømer (The Good Cop) (2004)
- Inkasso (The Collector) (2004)
- Turn Back Time (2006, documentario)
- Eurotrash (Pistoleros) (2007)

## Libri

### Autobiografia
- Popdreng (2002)